# Carviçais
Carviçais é uma povoação portuguesa sede da Freguesia de Carviçais do Município de Torre de Moncorvo, freguesia com 64,19 km² de área e 510 habitantes (censo de 2021), tendo, por isso, uma densidade populacional de 7,9 hab./km².

## Demografia
A população registada nos censos foi:
| Distribuição da População por Grupos Etários | Distribuição da População por Grupos Etários | Distribuição da População por Grupos Etários | Distribuição da População por Grupos Etários | Distribuição da População por Grupos Etários |
| -------------------------------------------- | -------------------------------------------- | -------------------------------------------- | -------------------------------------------- | -------------------------------------------- |
| Ano                                          | 0-14 Anos                                    | 15-24 Anos                                   | 25-64 Anos                                   | > 65 Anos                                    |
| 2001                                         | 87                                           | 92                                           | 381                                          | 322                                          |
| 2011                                         | 52                                           | 68                                           | 317                                          | 320                                          |
| 2021                                         | 27                                           | 20                                           | 192                                          | 271                                          |

## Geografia
A freguesia é composta por sete povoações:
- Carviçais
- Quinta da Estrada
- Quinta da Macieirinha
- Quinta das Pereiras
- Quinta da Nogueirinha
- Martim Tirado
- Peladinhas

Carviçais é a maior freguesia do Município de Torre de Moncorvo, ficando a uma distância da vila de cerca de 15 quilómetros.
Quanto à origem do seu nome, existem duas versões diferentes:
1 - Há quem defenda a teoria de que o seu nome possa ter surgido da existência de grande quantidade de carvalhos existentes na zona (Carvalhos / Carva – Carvoiça – Cardoal). O Abade Tavares atribuiu o nome de Carviçais a “Carviços”, que em latim significa “touça de carvalhos rasteiros”, aqui existentes em abundância.
2 - Há também quem defenda que o seu nome possa ter surgido da existência de resíduos dos fornos de fundição a que era dado o nome de “Carvoiços”, que mais tarde conduziu à palavra “Carvoiçais” e só depois “Carviçais”.
Conta a lenda que o aparecimento da freguesia anda relacionado com o seguinte: Como não existiam albergues na estrada real que ia das Beiras a Miranda do Douro, uma família decidiu abrir uma estalagem para abrigar os viajantes, no local de Carviçais. O local da estalagem, tendo ficado bem posicionado, serviu de chamariz a muitas outras famílias que habitavam a antiga Vila de Mós, acabando por trocar a residência para este local. Assim foi crescendo este local e aqui nasceu a aldeia.

## História
Foi com D.Sancho I que Carviçais passou a ser freguesia. Em 1760 sofreu um grande ataque dos castelhanos que, conseguindo entrar por Miranda do Douro, incendiaram e destruíram a aldeia.
Da Capela de Santa Bárbara, no cimo da aldeia, tem-se uma vista deslumbrante para a aldeia e para os montes em redor.

## Património arquitetónico
- Igreja Matriz de Carviçais
- Capela do Santo Cristo de Carviçais
- Capela de Santa Bárbara (Carviçais)
- Capela do Divino Espírito Santo
- Capela de São Pedro (Carviçais)
- Cruzeiro de Carviçais
- Estação Ferroviária de Carviçais

## Património arqueológico
- Necrópole de S. Cristóvão
- Sepulturas de S. Cristóvão
- Ruínas do Moinho do Zé Maria – Cigadonha
- Castro da Cigadonha